# 历下区
历下区是山东省济南市的一个市辖区。因为位于历山脚下，故称历下。历下区是济南的政治中心、经济中心、文化中心、教育中心，辖区内有山东省政府、济南市委、市政府驻地，奥体中心、中心商务区以及多所高等院校。另外济南市的三大名胜——趵突泉、千佛山、大明湖均位于历下区。

## 歷史

### 命名
- 1955年9月始称历下区，春秋战国时该地区属齐国，因在历山之下而得名。

### 沿革
- 据民国十七年（1928年）章丘县城子崖出土的“龙山文化”遗址和1964年济南市西郊田家庄出土的“大汶口文化”遗物表明，早在六千多年以前的新石器时代就有远古居民繁衍生息。
- 春秋战国时代，历下属齐国。据《史记·晋世家》载：“平年伐齐，齐灵公与战靡下”。
- 秦代，秦始皇二十六年（前221年），历下属济北郡，称历下邑。
- 西汉，景帝四年（前153年），设历城县，治所在历下。历下属济南郡历城县。
- 晋代，济南郡治所由平陵城迁至历城县。
- 隋唐时代属齐州历城县。
- 宋代属济南府历城县。
- 元代属济南路历城县。
- 明代，洪武九年（1376年），承宣布政使司从青州移历城。从此，历下古城是省、府、县三级官府所在地。
- 清代属济南府历城县。
- 中华民国二年（1913年），属岱北道历城县，民国三年（1914年），属济南道历城县。民国十八年（1929年）设立济南市，历下为济南市第一、二、三区。民国二十六年（1937年）历城县治所迁出。
- 民国三十七年（1948年）9月济南市解放初，行政区划沿用旧制。同年10月成立区人民政府。
- 1951年1月，城区改称第二区，第三区改称第一区。同年6月，区公所改称区人民政府。
- 1952年7月，第一、二区各设5个街道居民社区管理街道工作。
- 1954年12月，居民社区改为街道。
- 1955年1月，第一区与第二区合并，称第一区，区机关驻舜井街和宽厚所街44号，辖9个街道。同年，济南市将山东师范学院、济南第七中学、济南第八中学划入第一区。区界：东到东圩子墙外环城公路（含七中、八中、山东师范学院）；西从山东工业学院西墙向北经三和街到护城河，沿南护城河向西到坤顺门，沿西护城河向北到旧城垣西北角；南到千佛山北公路（含千佛山名胜）；北从大明湖北岸沿北圩子壕沟至花园庄。同年9月，第一区改称历下区。
- 1956年7月，济南市泺源区撤销，正觉寺街和趵突泉两个街道划入历下区。历下区辖11个街道。区界：东到东圩子外环城公路；西从南新街向北经趵突泉公园西墙沿西护城河到大明湖公园西南门；南到千佛山北公路；北从大明湖北岸沿北圩子壕沟至花园庄。
- 1959年12月，济南市市中区撤销，普利门和西青龙街两个街道（辖7879户、32352人）划入历下区。历下区辖13个街道。
- 1960年5月，历下区成立城市人民公社，所辖街道改称分社。人民公社期间，为体现工、农、商、学、兵五位一体，济南市将历城县的七里河、甸柳庄、洪家楼、全福庄、石门李庄、鹊华、阳光、马家庄、窑头、姚家庄、太平庄、中井、下井、荆和、浆水泉、菜市庄16个大队划入历下区。区界：东从石门李庄、七里河经姚家庄到浆水泉；西从南郊宾馆西墙向北经杆石桥沿顺河街到普利门，向东到西门桥，沿西护城河向北到大明湖公园西墙；南从浆水泉经太平庄到南郊宾馆南墙；北到黄台山以北石门李庄。
- 1961年5月，济南市行政区划调整，撤销市东区，旭日1分社和东郊分社划入历下区。7月，七里河等16个农业大队复归历城县。10月，济南市恢复市中区，西青龙街分社和共青团路（原普利门）分社复归市中区。
- 1962年12月，撤销城市人民公社，市区分社恢复街道名称，保留旭日分社和东郊分社。
- 1964年11月，旭日分社改称工业二路分社。
- 1967年2月，东郊分社和工业二路分社建立革命委员会。1969年10月，东郊和工业二路两个革命委员会解体，所辖非农业人口分别划归东关街道革命委员会和解放路街道革命委员会，1980年划归郊区管理。
- 1979年9月，历城县北园人民公社菜市大队、东关大队划入历下区东关街道；姚家人民公社阳光大队划入历下区解放路街道；向阳大队划入历下区司里街街道。
- 1982年2月，历下区将趵突泉和正觉寺两个街道经十路以南地区划归新成立的千佛山街道；将解放路街道历山路南段以东地区划归新成立的文化东路街道；将解放路街道历山路北段以东、东关街道花园路以南地区划归新成立的建筑新村街道。
- 1985年底，历下区辖13个街道、146个居民社区。

## 行政区划
历下区下辖14个街道办事处：
解放路街道、千佛山街道、趵突泉街道、泉城路街道、大明湖街道、东关街道、文化东路街道、建筑新村街道、甸柳新村街道、燕山街道、姚家街道、龙洞街道、智远街道和舜华路街道。
其中舜华路街道由高新区管委会代管。

## 人口
截止至2019年年末，共24.43万户，总人口71.36万人。人口出生率15.02‰，自然增长率10.78‰，计划生育率99.93%。
根據第七次全国人口普查數據，截至2020年11月1日零時，歷下區常住人口819139人。

### 少数民族
有回、满、蒙古、朝鲜、土家、壮等33个少数民族，少数民族人口达1万人。

### 荣誉称号
历下区获2018年中国百强区
2018年12月，被民政部确认第三批全国社区治理和服务创新实验区。
2020年3月，入选2020中国慈善公益百佳县市。
2020年4月，入选2020中国医疗服务百佳县市。
2020年9月10日，入选赛迪顾问城市经济研究中心编制的“2020年中国城区高质量发展水平百强榜”排名第21位。
2020年11月，被国家民族事务委员会确定为“全国第四批少数民族流动人口服务管理示范城市”。 

## 主要教育机构
- 山东大学
- 山东师范大学
- 山东中医药大学
- 齐鲁工业大学
- 山东财经大学（燕山校区）
- 山东政法学院
- 山东警察学院
- 山东工艺美术学院
- 山东艺术学院
- 山东戏剧学院
- 山东体育学院